# Émile Cornez
Pour les articles homonymes, voir Cornez.
Émile Cornez (né à Dour le 5 mars 1900 et mort à Casteau le 24 juillet 1967) est un homme politique belge socialiste, un résistant et un militant hennuyer. 

## Biographie
Émile-Alexis Cornez provient d'un milieu ouvrier. Né à Dour le 5 mars 1900, il est le fils d'Eugène Cornez, tourneur en fer, et de Mylla Hubert. Il était marié à Denise Durant, fondatrice du mouvement des femmes prévoyantes socialistes du Borinage et vice-présidente de l'Œuvre nationale de l'enfance.
Pendant la Première Guerre mondiale, il est déporté à 17 ans en Allemagne comme travailleur forcé. Après l'Armistice, Émile Cornez se forme par des cours par correspondance et suit les cours en élève libre à l’Université libre de Bruxelles en sciences politiques et sociales.
Étant entré à dix-huit ans comme employé à la Fédération des mutualités socialistes du Borinage, il gravit rapidement les échelons et en est finalement nommé secrétaire général. Il s'engage également en politique comme président des jeunes gardes socialistes et est élu en 1936 conseiller communal de Dour. 
De 1935 à 1939, il est chef de cabinet du ministre du Travail et de la Prévoyance sociale, Achille Delattre. Il s'occupe du dossier des congés payés, du salaire minimum garanti, de la reconnaissance syndicale et de la protection des mineurs.
En juin 1939, il devient député permanent du Hainaut et président du Conseil provincial du Hainaut la même année.
Pendant la Seconde Guerre mondiale, il est mobilisé dans l'armée belge. Ayant pu échapper aux envahisseurs allemands en mai 1940, il est employé au Commissariat belge aux réfugiés chargé de l'hébergement de ceux-ci en France. Il rentre en Belgique en juillet 1940. En août 1940, il crée l'un des premiers mouvements de Résistance à l'occupant allemand et le premier journal clandestin dans la région de Mons, Renaissance. Il organise également le sabotage de la production dans les mines avec l'aide de syndicalistes résistants de même qu'un réseau de renseignements dans la région de Jurbise, Chièvres, Saint-Ghislain et Mons. Faisant l'objet d'une surveillance de plus en plus resserrée par les Allemands, il parvient à échapper à l'arrestation en mai 1942 et rentre dans la clandestinité en Ardenne.
Après la libération du territoire belge, il est nommé à titre provisoire gouverneur provincial du Hainaut le 20 septembre 1944 et à titre définitif le 22 septembre 1945.
Ses fonctions de gouverneur de la Province de Hainaut (1944-1966) lui permettent d'observer les graves problèmes qui assaillent sa province durant son mandat. Il reste jusqu'au bout fidèle à la formule du fédéralisme provincial (plutôt qu'un fédéralisme régional).
De 1947 à 1962, il occupe les fonctions de président général du Conseil économique wallon, organisme privé de réflexion regroupant industriels, syndicalistes et responsables économiques en Wallonie. À partir de 1963, il est président du Conseil d'administration de la Faculté polytechnique de Mons. Il prend sa retraite en avril 1966.
Il était membre d'une loge maçonnique et a créé, de son vivant, le prix Émile Cornez pour encourager de jeunes chercheurs méritants. 
Le 27 juillet 1967, il reçoit des funérailles officielles à Mons et est inhumé au cimetière de Dour.

## Hommages et distinctions
Il est nommé ministre d'État le 12 juillet 1966. On trouve des « rue Émile Cornez » à La Louvière, Dour et Honnelles.
Il s'est notamment vu décerner les distinctions suivantes :
- Grand officier de l'ordre de Léopold (Belgique) ;
- Grand officier de l'ordre de la Couronne en 1961 (Belgique) ;
- Grand officier de l'ordre de Léopold II avec ruban à rayures d'or (Belgique) ;
- Médaille de la Résistance (Belgique) ;
- Commandeur de la Légion d'honneur (France) ;
- Grand officier de l'ordre du Phénix (Grèce) ;
- Grand officier de l'ordre du Mérite (Italie) ;
- Grand officier de l'ordre de la Couronne de chêne (Grand-Duché de Luxembourg) ;
- Grand officier de l'ordre de la Couronne de Thaïlande.

## Sources
- « Emile Cornez », sur douretsafollehistoire.be, 29 juillet 2019 (consulté le 5 janvier 2023).
- L'Encyclopédie du Mouvement wallon lui consacre une importante notice au Tome I, p. 377-378.
- Alain Jouret, Cornez Émile, dans 1000 personnalités de Mons et de la région. Dictionnaire biographique, Waterloo, 2015, p. 142-143.